# 무능한 나나

무능한 나나(無能なナナ)는 루스보이(원작), 후루야 이오리(작화)가 원작한 일본의 만화 작품이다. 스퀘어 에닉스의 「월간 소년 간간」에서 2016년 6월호부터 발행 중.

## 줄거리
능력자 학교로 전학 온 이후로 자신의 능력을 찾지 못해 내내 혼자인 무능력한 능력자 나카지마 나나오. 전학생 히이라기 나나에게 격려를 받으며 자신감을 찾던 도중 우연한 기회에 능력을 무효화하는 능력이 자신의 능력임을 발견하게 된다.
능력자들의 리더가 되어 인류의 적을 박멸하고 싶다며 장래의 꿈을 밝히는 나나오. 그러면서 앞으로는 자신의 능력을 잘 알아야 될 테니까 능력의 범위를 알고 싶다고 하자, 이를 듣던 히이라기 나나는 몸에 닿는 범위가 아닐까 추론하며 이야기를 나누었다. 그러다가 내친 김에 그의 능력으로 히이라기 나나의 손을 잡으면 그녀의 염화를 봉인할 수 있을까 말했다가, 바로 다음에 당황하면서 그녀와 손을 잡고 싶다는 이야기는 아니라고 말한다.
그런 그의 손을 히이라기 나나가 직접 자신이 잡아 가져가면서 "처음으로 목소리가 안 들리게 됐다"며 애틋한 표정의 대답을 들려주었다. 이후에는 손을 잡은 상태로 자신의 생각을 맞춰보라면서, 눈을 감고 '앞으로 잘 부탁해.'라고 생각하며 심히 러브 코미디스러운 전개로 흘러가나 싶었는데...